# Anne Marsh

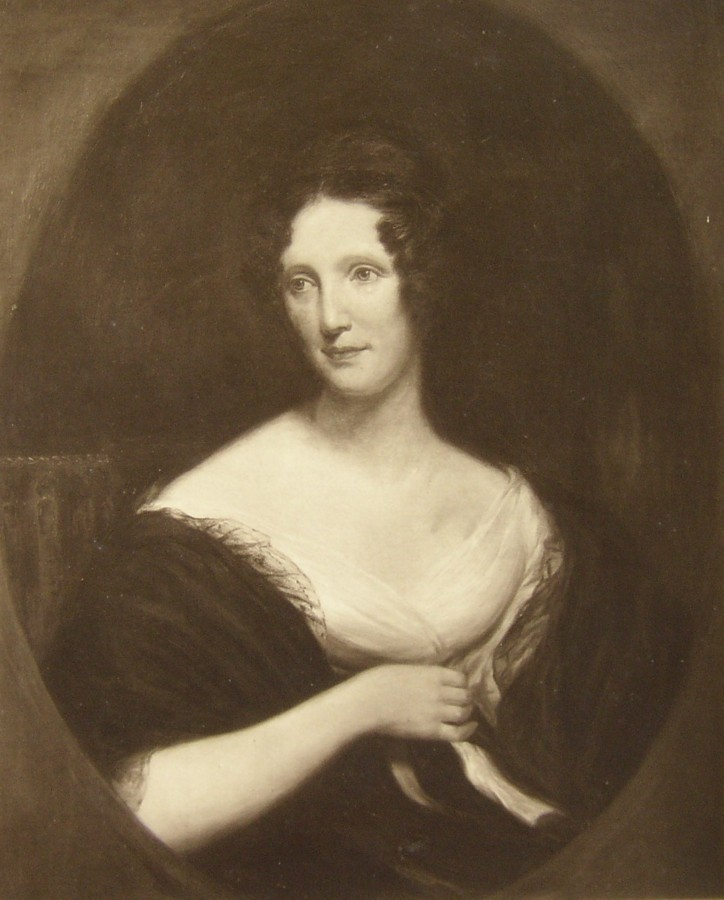
Anne Marsh

Anne Marsh, geborene Anne Caldwell (* 9. Januar 1791 in Newcastle-under-Lyme, Staffordshire; † 5. Oktober 1874 in Linley-Wood) war eine englische Schriftstellerin.

## Leben
Caldwell war das vierte Kind, die dritte Tochter des Stadtschreibers James Caldwell (1759–1838) von Newcastle-under-Lyme und dessen Frau Elizabeth (geborene Stamford; 1754–1831), Tochter von Thomas Stamford. Sie hatte einen älteren Bruder James Stamford Caldwell (Dezember 1787 – 17. November 1858).
Sie verfasste bereits in jungen Jahren kleinere Geschichten zu ihrem eigenen Vergnügen. Auf Anregung ihrer Freundin Harriet Martineau begann sie 1834 zunächst anonym eine Reihe von Romanen zu veröffentlichen. Two Old Men’s Tales war der erste davon. In den Jahren zwischen 1839 und 1840 lebte sie für einige Zeit in Frankreich. In dieser Zeit verfasste sie auch eine Autobiografie. Als ihr Bruders im Jahr 1858 starb, erbte sie das elterliche Anwesen von Linley Wood und fügte, mit königlicher Erlaubnis, ihren Geburtsnahmen an ihren Eheamen an, so dass sie sich fortan Marsh-Caldwell nannte. Sie war eine Bekannte von Charles Darwin und seiner Frau Emma (geborene Wedgwood) mit denen sie in Briefkontakt stand.
Neben ihren belletristischen Werken schrieb sie auch Sachbücher wie The protestant revolution und übersetzte das altfranzösische Rolandslied.

## Familie
Am 30. Juli 1817 heiratete Caldwell Arthur Cuthbert Marsh (1786 – 23. Dezember 1849), einen Sohn des Londoner Bankiers William Marsh. Mit ihm hatte sie acht Kinder:
- Eliza Louisa Marsh-Caldwell (1818–1913)
- Frances Mary Marsh-Caldwell (1819–1906) ⚭ Richard Henry Crofton (1818–1897)
- Georgina Amelia Marsh-Caldwell (1820–1900)
- Rosamond Jane Marsh-Caldwell (1823–1911)
- Arthur Marsh († August 1824)
- Martin William James Marsh (1825–1846)
- Lady Mary Emma Marsh-Caldwell (1826–1902) ⚭ Sir Leopold George Heath (1817–1907)
- Hannah-Adelaide Marsh-Caldwell (1828–1859) ⚭ Edward Henry Loring (um 1823–1879)

Sie hatte neben ihrem älteren Bruder James fünf Schwestern:
- Hannah Eliza Caldwell (1785–1854) ⚭ William Stanley Roscoe (1782–1843)[5]
- Mary Caldwell (1789–1813)
- Margaret Emma Caldwell (1792–1830) ⚭ Sir Henry Holland (1788–1873)
- Catherine Louisa Caldwell (1794–1814)
- Frances Caldwell († am 14. Februar 1801 im Alter von 5 Jahren)

## Werke (Auswahl)
Fast alle Werke Marshs wurden ins Deutsche übersetzt. Ihr Hauptwert basiert auf der Schilderung zeitgenössischer Sitten.
- Two Old Men’s Tales. 2 Bände 1834.
  - Zwei Erzählungen alter Leute : Der Krüppel. – Die Admirals-Tochter. Christian Ernst Kollmann, Leipzig 1851 (Übersetzt von M. B. Lindau, digitale-sammlungen.de).
- Aubrey. 1854.
- Emilia Wyndham. 1846.
- Eveline Marston. 1861.
- The heiress of Haughton. 1855.
- Mount Sorrel. 1843.
- The Protestant reformation in France and the Huguenots. 1847.
- Ravenscliff. 1851.
- Rolandslied
- The rose of Ashurst. 1857.